# Jimmy Hollywood
Jimmy Hollywood is een Amerikaanse filmkomedie uit 1994 onder regie van Barry Levinson.

## Verhaal
Jimmy Alto wil al jaren acteur worden. Hij is bevriend met William, die door een hoofdletsel aan een geheugenstoornis lijdt. Als Jimmy's autoradio wordt gestolen, besluit hij zelf de dief te vatten. William filmt de arrestatie en vervolgens brengen ze de dief gekneveld naar het politiebureau. Wanneer hun daad de volgende dag het journaal haalt, besluiten ze door te gaan.

## Rolverdeling
| Acteur            | Personage           |
| ----------------- | ------------------- |
| Joe Pesci         | Jimmy Alto          |
| Christian Slater  | William             |
| Victoria Abril    | Lorraine de la Peña |
| Jason Beghe       | Inspecteur          |
| John Cothran      | Inspecteur          |
| Hal Fishman       | Presentator         |
| Jerry Dunphy      | Presentator         |
| Andrea Kutyas     | Nieuwslezeres       |
| Kerry Kilbride    | Nieuwslezer         |
| Paula López       | Nieuwslezeres       |
| Paul Dean Jackson | Nieuwslezer         |
| Joe Avellar       | Nieuwslezer         |
| Susan Campos      | Nieuwslezeres       |
| Claudia Haro      | Nieuwslezeres       |
| Audrey Morgan     | Nieuwslezeres       |